# Fiat 3000
A  Fiat 3000 az olasz hadsereg könnyű harckocsija volt az első világháború során. A Fiat 3000 és Renault FT–17 között szemmel látható különbség nincs, de erősebb motorja miatt gyorsabb és mozgékonyabb volt. A két típus még abban is megegyezett, hogy ágyús és géppuskás változatban egyaránt gyártották.

## Magyar vonatkozása
1930-ban a Magyar Királyi Honvédség öt darab fegyver nélküli ágyús változatot rendelt tanulmányozás céljából. Fegyverzetét Schwarzlose géppuskával pótolták. A sikeres csapatpróbák után licencvásárlást és 150 darabos széria gyártását tervezték, amely végül nem valósult meg, mivel másik olasz kisharckocsi, a modernebb CV35 Ansaldo mellett döntöttek.

## Egyéb adatok
- Mászóképesség: 35° (csak hátramenetben)
- Gázlóképesség: 0,9 m
- Árokáthidaló képesség: 1,8 m
- Lőszerjavadalmazás: 120 db ágyú- vagy 4000 db géppuskalőszer
- Üzemanyagtartály: 95 l